# Дарьино (Псковская область)
Дарьино — деревня в Горайской волости Островского района Псковской области России.

## География
Расположена на левом берегу реки Великой, в 30 км к югу от города Остров и в 10 км к юго-востоку от волостного центра, села Крюки.

## Население
| 2001 | 2002 | 2010 |
| ---- | ---- | ---- |
| 188  | ↘148 | ↘119 |

Численность населения деревни по состоянию на 2000 год составляет 188 жителей.